# Thomas Noguères
Thomas Noguères (4 mai 1739, Puymirol - 8 novembre 1794, Paris) est un homme politique français.

## Biographie
Administrateur du district d'Agen, il fut élu, le 7 septembre 1792, membre de la Convention par le département de Lot-et-Garonne. Il siégea, sans se faire remarquer, parmi les modérés, et vota, dans le procès du roi, contre l'appel au peuple et contre la peine de mort. Il mourut un mois après la clôture de la session.

## Sources
- « Thomas Noguères », dans Adolphe Robert et Gaston Cougny, Dictionnaire des parlementaires français, Edgar Bourloton, 1889-1891 [détail de l’édition]